# Libtorrent (Rasterbar)
libtorrent là một phần bổ trợ nguồn mở cho giao thức BitTorrent. Nó được viết bằng C++. Các chức năng đáng chú ý là hỗ trợ Mainline DHT, IPv6, HTTP seeds và tráo đổi peer của µTorrent.
libtorrent sử dụng Boost, đặc biệt là Boost.Asio để không phải phụ thuộc vào từng nền tảng nhất định. libtorrent đến hiện tại có thể dịch từ nguồn trên, Windows, Mac OS X, Linux và FreeBSD. Thư viện này còn được gọi là Rasterbar libtorrent hoặc rb-libtorrent.

## Chức năng
- Hỗ trợ Mainline DHT
- Hỗ trợ IPv6 support
- Tráo đổi Peer
- Tráo đổi metadata
- Mã hóa
- Các phần mở rộng FAST
- NAT-PMP và UPnP
- Hỗ trợ tách tệp và nén nhỏ tệp
- Tìm hiểu peer
- Truyền tải Metadata (tải tệp.torrent từ swarm)
- Phần mở rộng hỗ trợ đa tracker
- Hỗ trợ các tệp > 2 gigabyte
- Hỗ trợ HTTP seed
- Hỗ trợ UDP
- Phần mở rộng no_peer_id và ép tracker
- Tái khởi động nhanh
- Yêu cầu kích cỡ tệp chờ động
- Hỗ trợ bộ lọc IP

## Ứng dụng
Một số ứng dụng sử dụng libtorrent:
- Arctic Torrent - Trình khách BitTorrent cho Windows
- BitBuddy Lưu trữ ngày 27 tháng 8 năm 2008 tại Wayback Machine - Trình khách BitTorrent cho Windows
- BitRocket - Trình khách BitTorrent cho Mac OS X
- BitSlug - Trình khách BitTorrent cho Mac OS X
- BTG - Trình khách BitTorrent cho Linux
- Deluge - Trình khác BitTorrent đa nền
- Electric sheep screen saver - Trình khách BitTorrent bảo vệ màn hình
- Free Download Manager - Trình khách BitTorrent cho Windows
- FatRatLưu trữ ngày 4 tháng 9 năm 2012 tại Wayback Machine - Trình khách BitTorrent cho Linux dựa trên Qt 4
- Halite - Trình khách BitTorrent cho Windows
- hrktorrent Lưu trữ ngày 16 tháng 9 năm 2008 tại Wayback Machine - Trình khách BitTorrent cho Linux
- tvitty Lưu trữ ngày 23 tháng 12 năm 2008 tại Wayback Machine - Phần mở rộng BitTorrent để dò tệp đa phương tiện
- LeechCraft — Trình khách BitTorrent đa nền viết bằng C++ / Qt4 đa giao thức
- Linkage - Trình khách BitTorrent cho Linux
- Miro - Ứng dụng TV - Internet đa nền
- MooPolice - Trình khách BitTorrent cho Windows
- qBittorrent - Trình khách BitTorrent viết bằng C++ / Qt4
- SharkTorrent - Trình khách BitTorrent Qt4 đa nền
- ZipTorrent - Trình khách BitTorrent cho Windows
- các ứng dụng khác